# Radlbrunn (Gemeinde Ziersdorf)
Radlbrunn ist eine Ortschaft und Katastralgemeinde der Marktgemeinde Ziersdorf in Niederösterreich.

## Geographie
Der Ort befindet sich westlich der Horner Straße und ist nur über Nebenstraßen zu erreichen. Radlbrunn entwässert über die Baritz, die in Ziersdorf in die Schmida mündet.

## Geschichte
Erstmals in der Gründungsurkunde der Pfarre Ravelsbach 1110 genannt, scheinen später das Stift Lilienfeld, das Stift Klosterneuburg und das Geschlecht der Seefelder und Buchberger als Inhaber der Grundherrschaft auf. Der Brandlhof wurde 1209 als Meierhof erwähnt. Jedoch scheint auch ein Geschlecht der Radlbrunner auf, das auch in der Umgebung Güter besaß, aber seinen Wohnsitz in Radlbrunn hatte. Verwaltet wurde Radlbrunn vom Schloss Unterdürnbach, damals ein Pfarrhof des Stifts Lilienfeld, von Ravelsbach und vom Schloss Grafenegg.
Nach den Reformen 1848/1849 konstituierte sich Radlbrunn 1850 zur selbständigen Gemeinde, wurde Marktgemeinde, und zunächst dem Amtsbezirk Ravelsbach und ab 1868 dem Bezirk Hollabrunn unterstellt. Laut Adressbuch von Österreich waren im Jahr 1938 in der Marktgemeinde Radlbrunn ein Bildhauer, ein Gastwirt, zwei Gemischtwarenhändler, ein Schmied, zwei Schneiderinnen, zwei Schuster, ein Tischler, ein Weinsensal und mehrere Landwirte ansässig. 1971 erfolgte der Zusammenschluss zur Großgemeinde Ziersdorf. Das Marktwappen zeigt einen Brunnen zwischen zwei Löwen.

## Kultur und Sehenswürdigkeiten

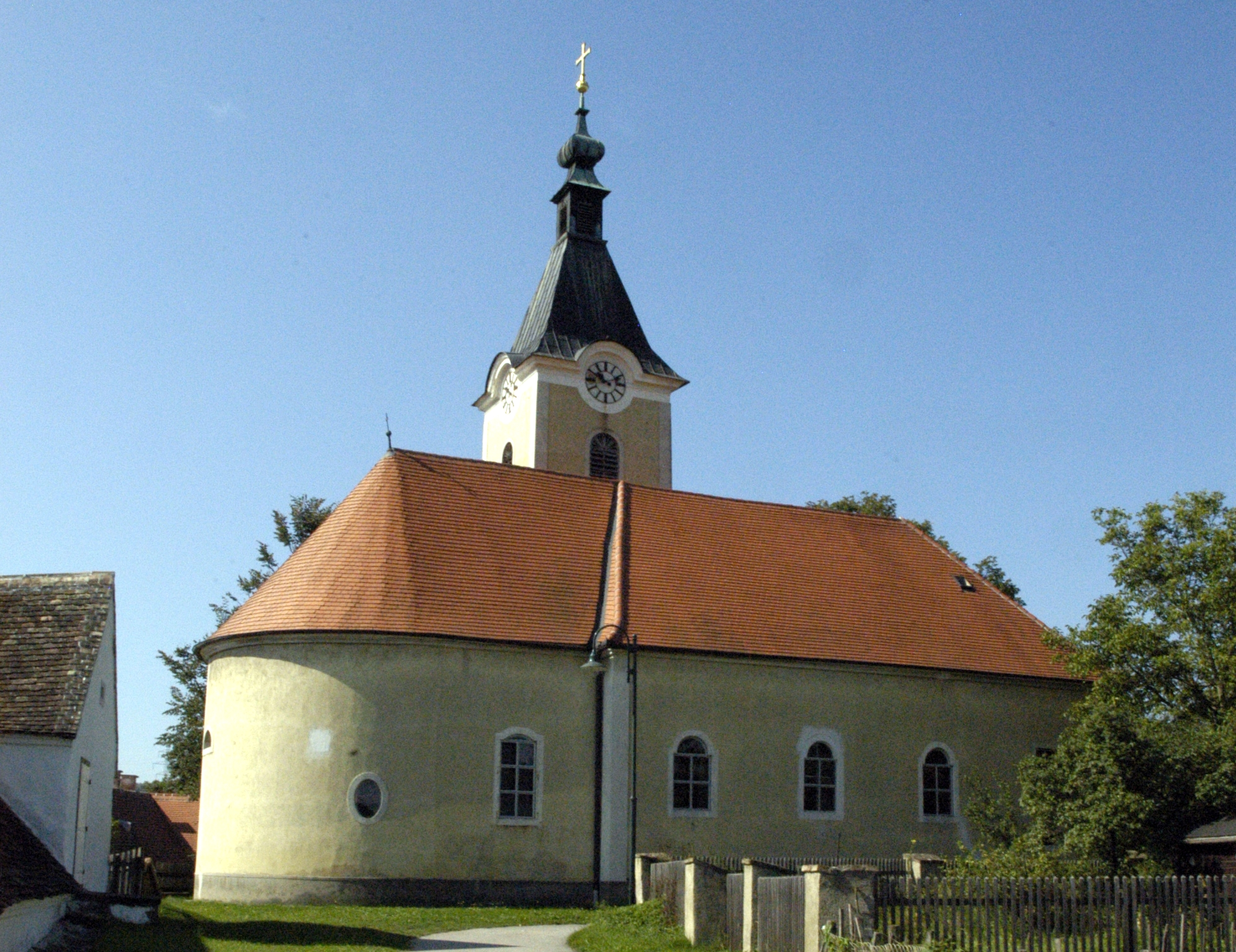
Pfarrkirche Radlbrunn

- Katholische Pfarrkirche Radlbrunn hl. Johannes der Täufer
- Pfarrhof
- Brandlhof
- Pranger und Bildstöcke

## Öffentliche Einrichtungen
In Radlbrunn gibt es einen Kindergarten.

## Persönlichkeiten
- Johann Nepomuk Radl (1818–1878), Lehrer und Komponist, wurde hier geboren
- Erwin Pröll (* 1946), ehemaliger Landeshauptmann, lebt noch heute in seinem Geburtsort Radlbrunn